# ソロモン・バンダラナイケ
ソロモン・ウェスト・リッジウェイ・ディアス・バンダラナイケ（シンハラ語: සොලමන් වෙස්ට් රිජ්වේ ඩයස් බණ්ඩාරනායක, ラテン文字転写: Solomon West Ridgeway Dias Bandaranaike,タミル語: சாலமன் வெஸ்ட் ரிச்சர்ட் டயஸ் பண்டாரநாயக்கா、1899年1月8日 - 1959年9月26日）は、セイロン（現・スリランカ）の政治家。統一国民党を離党し、左翼ナショナリズム政党であるスリランカ自由党を創設した。妻は同じく政治家のシリマヴォ・バンダラナイケ、娘はチャンドリカ・クマーラトゥンガ。第4代首相を務めたが、1959年に仏教僧により暗殺された。
首相在任時にはバス事業やコロンボ港の国有化やカースト制度に基づく差別を禁止する法律の制定などを行った。また、非同盟政策を実施しセイロン域内の英軍基地廃止や共産国との国交樹立なども実施した。

## 生い立ち
1899年、イギリス領セイロンのコロンボで生まれる。生家は英国国教会に所属する裕福なシンハラ人家庭で、セイロン政庁へ官僚を輩出する名家であった。父ソロモン・ディアス・バンダラナイケはセイロン政庁で働く官僚、母デイジー・イズライン・オベイェセーカラはセイロン議会議員の娘であった。彼の名前「ウェスト・リッジウェイ」は当時のセイロン総督から取られた。アレクサンドラ・カメリアとアンナ・フローレンティーナという2人の姉妹がいた。
幼少期にはヘンリー・ヤングという家庭教師から学ぶ。その後も優秀な成績を収めてイギリスのオックスフォード大学クライスト・チャーチへ入学。哲学、政治学、経済学などを学んで1923年に卒業した。翌年にはインナー・テンプルで法廷弁護士として活動を始め、セイロンへ帰ってからはセイロン最高裁判所で裁判官を務めた。

## 政界入りから大臣就任

### 政界入り
イギリスからセイロンに帰ったバンダラナイケは、現地の政治活動に参加するようになったするようになった。1926年にはセイロン国民会議派（CNC）の長官となり、12月にはコロンボ市議会議員選挙に当選した。

### セイロン植民地議会議員として

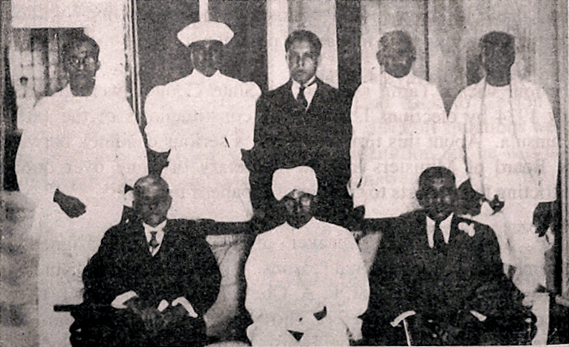
第2次英領セイロン植民地内閣の面々

ドノモア憲法の制定により、セイロン初の普通選挙による立法機関であるセイロン植民地議会が設立された。1931年に開催された第1回選挙に出馬したバンダラナイケは無事に当選し、植民地議会議員となった。
1936年選挙でも再選を果たしたバンダラナイケは地方自治大臣に指名された。

### シンハラ・マハ・サバ党の設立
1936年、シンハラ人の文化と権益を推進するためにバンダラナイケはシンハラ・マハ・サバ党を設立した。そして、1945年には「自由ランカ法」を成立させた。初代首相となるD. S. セーナーナーヤカが自治領としての独立を決めた1947年当時、シンハ・マハ・サバ党は議会で最大の議席数を誇る党であった。セーナーナーヤカは自身の政党である統一国民党（UNP）とシンハ・マハ・サバ党の合併をバンダラナイケに申し込み、バンダラナイケはそれを受け入れた。

### 初代閣僚（保健・地方自治大臣）として

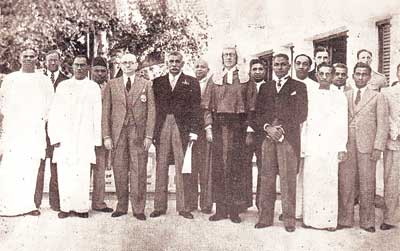
初代セイロン内閣。1列目の左から2番目がバンダラナイケ

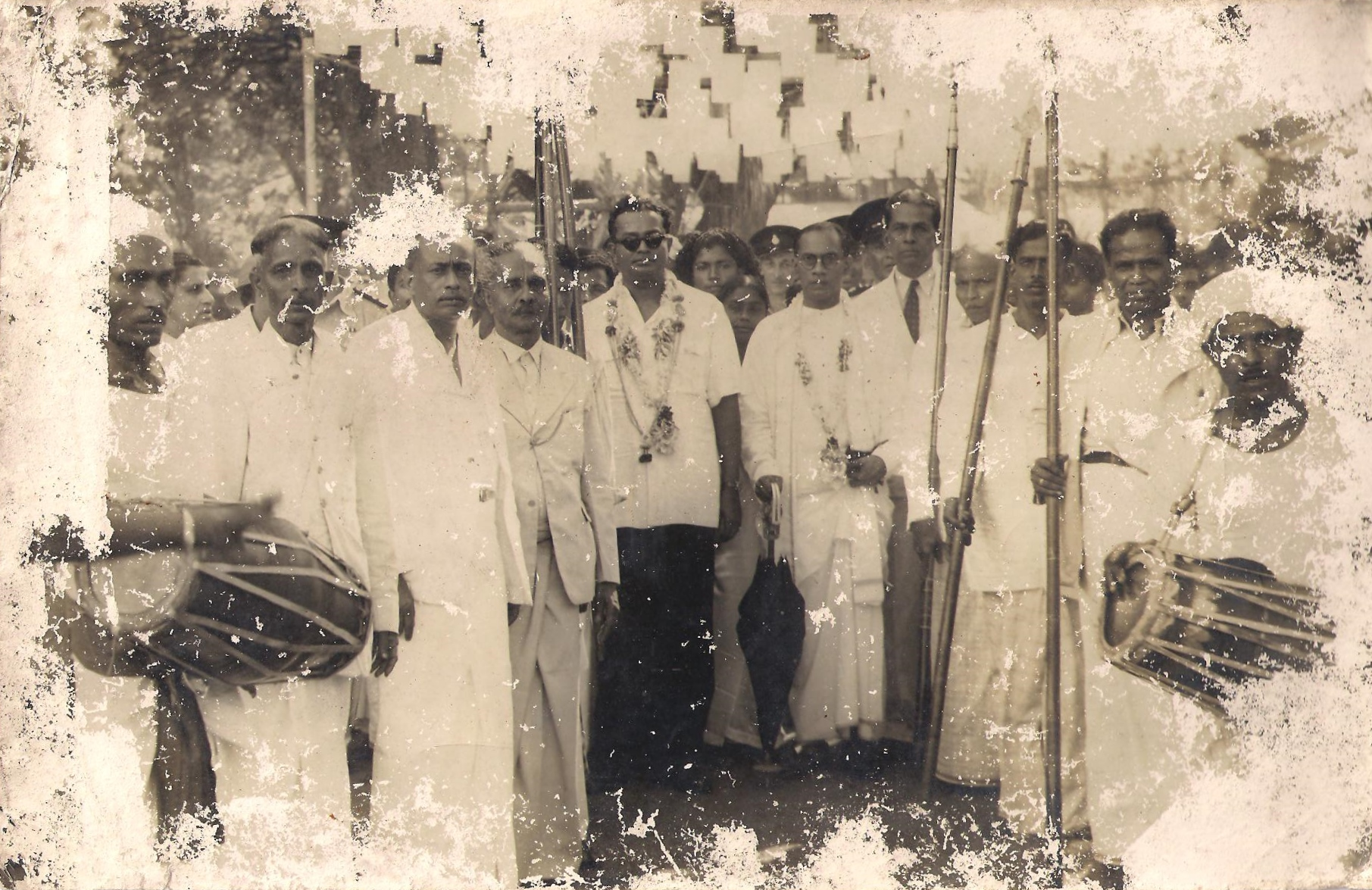
保健・地方自治大臣在任時のバンダラナイケ（キャンディにて）

1947年、バンダラナイケはセイロン独立のために新設された下院議員選挙に立候補し当選した。そして同年9月には保健・地方自治大臣と下院議長に就任し、1948年2月4日に行われた独立式典も取り仕切った。
その後、彼は議長としてセイロン市民権法を採択し、タミル人の市民権を剥奪した。一方、保健大臣としては病院の拡張やアーユルヴェーダの振興などを行った。また1950年5月にスイス・ジュネーヴで開催された世界保健機関（WHO）総会にはセイロン代表として参加した。
しかし、政策に対する意見の違いにより首相セーナーナーヤカとの関係は次第に悪化していった。また、セーナーナーヤカが政界を引退する素振りを見せず、バンダラナイケに首相の座を明け渡そうとしない点においても彼は不満を抱いた。

## スリランカ自由党創設
1951年7月、バンダラナイケは政府の職を全て辞し、旧シンハラ・マハ・サバ党のメンバーとともに野党側の席へ座った。そしてUNPから離党して同年9月に新しくスリランカ自由党（SLFP）を創設した。
その数ヶ月後、52年3月2日にセーナーナーヤカは発作を起こして落馬し、数日後に死亡した。ジョン・コタラーワラは自らが党を引き継ぐものと思っていたが、セイロン総督によって息子のダッドリー・セーナーナーヤカが次期首相に就任した。そして選挙が実施され、UNPが52議席を獲得した。

### 野党統一国会議員グループのリーダー
1952年選挙では、自身は当選したものの全体ではUNP52議席に対してSLFP9議席、スリランカ社会主義平等党（LSSP）9議席という結果となった。また、選挙後には野党統一国会議員グループのリーダーに選ばれた。翌年、左翼政党は協力して全国的なストライキを行い、ダットリー・セーナーナーヤカが心労によって首相を辞任。コタラーワラが首相を引き継いだ。

### シンハラ仏教ナショナリズムの採用
52年から56年まで、バンダラナイケは自身が創設した政党「スリランカ自由党」の基盤固めに多くの時間を費やした。旧シンハラ・マハ・サバ党から多くの党員が参加したとは言え、自由党は財源不足によって党機関紙の発行すら困難になる状態であった。同党は主にUNP政権が重要視していなかった農村部を中心に支持を得ていた。当初はシンハラ語とタミル語の2言語で新聞を発行していたが、50年代半ばにはタミル語新聞の発行を停止した。また仏教優先の姿勢を表明し、社会的・政治的に仏僧から支持を受けた。そしてこれらの基礎の上に社会民主主義を取り入れた。彼はシンハラ語、仏教、伝統医療（アーユルヴェーダ）を重視し、伝統医療従事者、仏僧、教師、農民、労働者の5者を「五大労働力」と位置付けた。

### 1956年選挙での勝利
1956年、首相コタラーワラは任期途中で議会を解散させ、総選挙へ打って出た。総選挙で戦うため、バンダラナイケは小規模なマルクス主義政党と協力して人民統一戦線（MEP）を結成した。この政党連合はSLFPとLSSP、スリランカ共産党などによって構成された。父からの相続財産だけでは選挙資金が足りなかったため、彼は自分の家を担保にして銀行から20万ルピーを借りた。最終的にMEPは95議席中51議席を獲得し、バンダラナイケが第4代首相に就任した。

## 首相就任
1956年総選挙で人民統一戦線（MEP）が議席の3分の2近くを獲得したという結果を受け、セイロン総督は党首バンダラナイケを第4代首相に任命した。

### シンハラ・オンリー政策
就任後、バンダラナイケはシンハラ・オンリー政策としてシンハラ語の公用語化を強行した。また、シンハラ人の多くが信仰する仏教を国教にしようとした。これらの政策は少数派でヒンドゥー教徒の多いタミル人から猛反発を受け、1958年には暴動が発生した。これらの混乱に対応するためバンダラナイケは5月27日に非常事態宣言を発表し、その後妥協案として地方レベルでタミル語の使用を認める法律を制定した。

### 外交政策
統一国民党（UNP）の西側追従政策とは異なり、バンダラナイケは非同盟政策を採用した。そして、中国やソ連などの東側諸国と国交を樹立した。また、植民地時代から国内にあったイギリス軍の基地を全て撤去した。

### 経済政策
国内では、バンダラナイケは深刻な経済問題に直面し、シンハラ・オンリー政策による論争にも対処しなければならなかった。任期中、彼は労働法改正や賃金の値上げを実施し、メーデーを祝日にした。また、水田法の制定により、零細農家の保護を図った。1958年にはバス事業とコロンボ港の国有化を行い、セイロン交通局を設置した。

### ストライキの発生
1959年初め、内閣からフィリップ・グナワルダナとウィリアム・デ・シルヴァが辞任したことでバンダラナイケ内閣は危機に陥った。しかし、MEP自体は存続した。同年にはコロンボ港労働組合がストライキを行い、バンダラナイケは警察を動員しようとした。しかし、この要請は警察トップから拒否された。同年4月、このトップは左遷され、バンダラナイケに近い立場の人間がその職についた。

## 暗殺

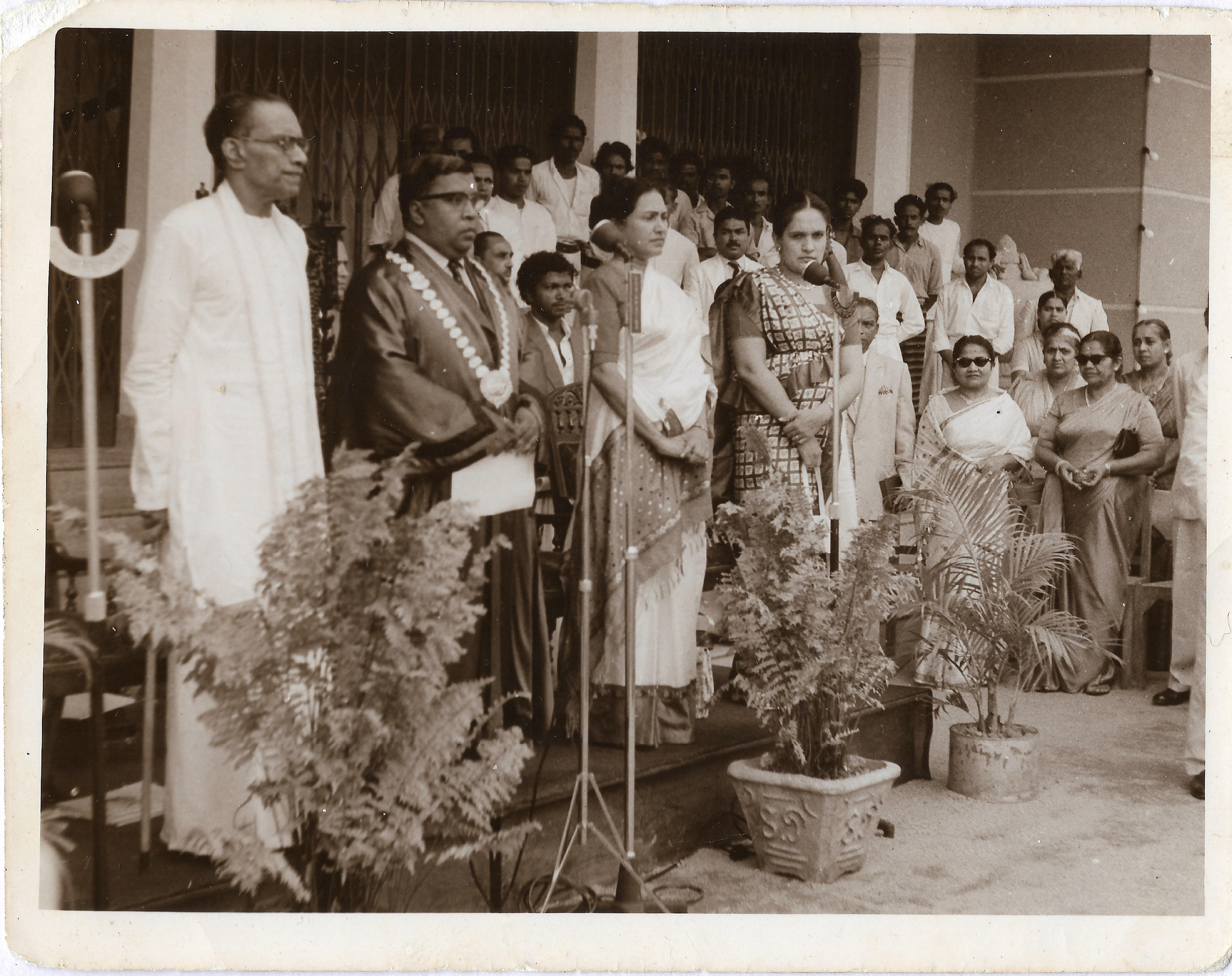
暗殺の2日前の1959年9月23日、妻シリマヴォらと共にキャンディで撮られた写真

1959年9月25日、バンダラナイケはコロンボで仏教僧のタンデュエ・ソマラマから銃撃された。この仏教僧はこの日、僧団の一員としてバンダラナイケ宅を訪れていた。そのため彼は身体検査を受けることなくバンダラナイケに近づくことができ、バンダラナイケが公務の一環として彼に挨拶をした直後、引き金を引いた。ソマラマは警官に取り押さえられるまでに銃を乱射し、さらに一人を負傷させた。バンダラナイケはすぐに近くのスリランカ国立病院へ搬送され必死の治療が行われたが、翌日26日に死亡した。
バンダラナイケを銃撃したソマラマは11月26日に他の被疑者6人と共に起訴され、うち2名が釈放されて5名が刑事裁判を受けることとなった。1961年5月19日、最高裁判所は2名を無罪とし、ソマラマら3名に対して死刑を言い渡した。バンダラナイケは生前に死刑執行を停止していたが、スリランカ政府は殺人罪における死刑を復活させ、1962年7月6日に主犯のソマラマ（獄中でキリスト教に改宗していた）の死刑が執行された（他の2名は殺人共謀罪で起訴されたため、終身刑に減刑された）。また裁判では、暗殺の動機としてバンダラナイケが彼らのビジネスの要求を拒絶したため、と認定された。
バンダラナイケの死後、セイロン総督は教育大臣兼下院議長代理のウィジャヤナンダ・ダハナーヤカを後継に指名し、議会もそれを承認した。下院議長のC・P・デ・シルヴァは当時病気の治療のためにイギリスへ渡航中であり、バンダラナイケ自身も国連総会へ参加するために米国へ渡航することが暗殺前に決まっていたため、ダハナーヤカが2名の不在中に首相代理を務めることが決められていたのである。
しかしダハナーヤカは内閣をまとめることに失敗し、1年以内に全ての閣僚が辞任することとなった。結果的にバンダラナイケの妻シリマヴォ・バンダラナイケがスリランカ自由党（SLFP）をまとめ上げ、1960年7月の総選挙にも勝利した。そして彼女は世界初の女性首相に就任した。